# Lijst van stadhouders in de Nederlanden

Kaart van de Lage Landen in 1555. Gebieden die niet tot de Habsburgse Nederlanden behoorden zijn aangegeven in grijs met rode cursieve namen.

Een overzicht van stadhouders in de Nederlanden.

## Korte geschiedenis
Een stadhouder is een plaatsvervanger van een vorst in een van diens gewesten; in de Zuidelijke Nederlanden wordt hij ook wel gouverneur genoemd. In de Nederlanden waren de stadhouders eerst in dienst van de Bourgondische, daarna van de Habsburgse vorsten, maar ook Karel van Gelre en de Saksische hertogen in Friesland hadden stadhouders in gewesten die zij bezetten, tot de Habsburgers in 1543 alle Nederlanden hadden veroverd (zie Gelderse Oorlogen). Bij het aanstellen van stadhouders werden leden gekozen uit de hoge Nederlandse adel, en belangrijke families leverden meerdere stadhouders.
Door de Tachtigjarige Oorlog waren er twee partijen die aanspraken maakten op verscheidene gewesten in de Nederlanden, die derhalve twee verschillende stadhouders kregen, een voor de Spaanse koning/Oostenrijkse aartshertog en één in dienst van de Staten-Generaal der Nederlanden. Uiteindelijk kwamen alle stadhouders in de Verenigde Provinciën uit het huis Oranje-Nassau en werd het Noord-Nederlandse stadhouderschap erfelijk in 1747.
Erfstadhouder Willem VI werd, na terugkeer uit ballingschap in 1813 ten gevolge van Franse bezetting in 1815 ingehuldigd als eerste koning van het Verenigd Koninkrijk der Nederlanden (1815-1830/1839) dat ook het latere België omvatte en een personele unie met het Groothertogdom Luxemburg onderhield. De Koning(in) der Nederlanden stelt sindsdien de provinciaal gouverneur aan over iedere provincie, die sinds 1850 commissaris van de Koning(in) wordt genoemd (behalve in Limburg). België (onafhankelijk sinds 1830/1839) heeft nog steeds provinciale gouverneurs; Luxemburg schafte het stadhouderschap/gouverneurschap in 1890 af bij zijn onafhankelijkheid.

## Artesië
In dienst van de Habsburgers:
- 1500-1504: Engelbrecht II van Nassau, graaf van Nassau-Breda[1]
- 1506-1513: Jacob van Luxemburg, heer van Fiennes[1]
- 15??-1524: Ferry van Croÿ, heer van Roeulx
- 1524-1553: Adriaan van Croÿ-Roeulx[2]
- 1553-1558: Pontus van Lalaing, heer van Bugnicourt[3]
- 1559-1568: Lamoraal van Egmont, prins van Gavere[4]
- 1568-1571: geen (?)
- 1571-1578?: Ferdinand van Lannoy, hertog van Bojano
- 1578-1579: Gilles van Berlaymont, heer van Hierges
- 1579-1597?: Florent van Berlaymont, graaf van Lalaing en Berlaymont
- 1597-1610: Karel III van Croÿ, prins van Chimay
- 1610-1624: Lamoraal I van Ligne, prins van Ligne

## Brabant
Brabant kende geen stadhouder, aangezien de landvoogd(es) dit gewest rechtstreeks vanuit Brussel bestuurde. Willem van Oranje heeft eens voorgesteld om een soort stadhouder (superintendent noemde hij het) aan te stellen om de staten van Brabant te kunnen bewegen tot gehoorzaamheid, omdat zonder stadhouder de staten te zelfstandig konden optreden. Zijn voorstel werd echter verworpen door Granvelle. Bij de intocht van Willem van Oranje te Brussel in 1577 kreeg hij wel de middeleeuwse titel van ruwaard, wat op een stadhouderschap neerkwam, maar vooral een symbolische waarde had.

## Doornik
In dienst van de Habsburgers
- 1555-1556: Peter van Barbançon, heer van Werchin[6]
- 1559-1570?: Floris van Montmorency, baron van Montigny
- 1581–1588?: Filips van Récourt, baron van Licques (Liques), burggraaf van Lens, van 1574 tot 1576 gouverneur van Kamerijk[7]

In dienst van de Staten-Generaal
- 15??-1594?: Peter van Melun, kleinzoon van Peter van Barbançon. Tijdens het Beleg van Doornik (1581) verdedigde zijn vrouw Christina van Lalaing de stad.

## Drenthe
Vóór 1536 was de drost de vertegenwoordiger van de landsheer geweest.
Met Georg Schenck van Toutenburg ontving Drenthe van de Habsburgers in 1536 haar eerste stadhouder; sindsdien had Drenthe meestal dezelfde stadhouder als Groningen. Meer nog dan Groningen is Drenthe strijdperk geweest van de dynastieën Nassau-Dillenburg en Nassau-Dietz enerzijds en Nassau-Oranje/Oranje-Nassau anderzijds.

Met meer moeite dan in Groningen werd Willem Lodewijk van Nassau-Dillenburg in 1593 door de Drentse adel, in 1596 ook door de Staten-Generaal erkend als stadhouder, hoewel landelijk een groep edelen meer voelde voor Maurits van Nassau, die met de dood van Willem Lodewijk in 1620 alsnog stadhouder van Drenthe werd. Tussen 1625 en 1640 bestuurden de Casimirs van Nassau-Dietz Drenthe en Groningen, van 1640 tot 1650 weer de Nassau-Oranjes, waarna zij de Friese stadhouder Willem Frederik van Nassau-Dietz verkozen boven het Eerste Stadhouderloze Tijdperk dat in de andere gewesten inging. In 1696 werd in Drenthe dan weer Willem III van Oranje erkend in plaats van Johan Willem Friso van Nassau-Dietz. Toen Willem III in 1702 kinderloos stierf kwam Drenthe, evenals een groot deel van de Republiek, ditmaal ook terecht in een Stadhouderloos Tijdperk. Dit eindigde in 1722 toen Drenthe de stadhouder van Friesland en Groningen (Willem IV van Oranje-Nassau, de zoon van Johan Willem Friso die de titel prins van Oranje-Nassau had geërfd) erkende als stadhouder. In 1747 zou Willem IV stadhouder van alle gewesten van de Verenigde Nederlanden worden, in 1751 opgevolgd door Willem V die tot 1795 regeerde.
In dienst van de Habsburgers:
- 1536-1540: Georg Schenck van Toutenburg, vrijheer van Toutenburg
- 1540-1548: Maximiliaan van Egmont, graaf van Buren
- 1549-1568: Jan van Ligne, graaf van Arenberg
- 1568-1572: Karel van Brimeu, graaf van Megen
- 1572-1574: Gilles van Berlaymont, heer van Hierges
- 1574-1576: Caspar de Robles, heer van Billy (in 1576 gevangengenomen door muiters)
- 1576-1580: geen; gewest in Staatse handen
- 1580-1581: George van Lalaing, graaf van Rennenberg (sinds zgn. verraad van Rennenberg in dienst van Filips II)
- 1581-1594: Francisco Verdugo (in dienst van Filips II, verloor vanaf 1589 in toenemende mate zijn gezag tot het in 1594 beperkt was tot de stad Groningen)
- 1595-1618: Frederik van den Bergh[9] (in dienst van Filips II, wegens de Reductie van Groningen geen feitelijke zeggenschap)

In dienst van de Staten-Generaal:
- 1576-1580: George van Lalaing, graaf van Rennenberg (sinds zgn. verraad van Rennenberg in dienst van Filips II)
- 1580-1584: Willem van Oranje, prins van Oranje (de facto)[10]
- 1584-1596: geen; gewest in Spaanse handen[8][11]
- 1593/6-1620: Willem Lodewijk van Nassau-Dillenburg, graaf van Nassau-Dillenburg[8][12]
- 1620-1625: Maurits van Nassau, vanaf 20 februari 1618 prins van Oranje
- 1625-1632: Ernst Casimir van Nassau-Dietz, graaf van Nassau-Dietz
- 1632-1640: Hendrik Casimir I van Nassau-Dietz, graaf van Nassau-Dietz
- 1640-1647: Frederik Hendrik van Oranje, prins van Oranje
- 1647-1650: Willem II van Oranje, prins van Oranje
- 1650-1664: Willem Frederik van Nassau-Dietz, vorst van Nassau-Dietz
- 1664-1696: Hendrik Casimir II van Nassau-Dietz, vorst van Nassau-Dietz
  - regentes 1664-1673: Albertine Agnes van Nassau
- 1696-1702: Willem III van Oranje, koning van Engeland, Schotland en Ierland
- 1702-1722: Stadhouderloos tijdperk (duurde korter dan in Holland, Zeeland, Utrecht en Overijssel, maar langer dan in Friesland en Groningen)
- 1722-1751: Willem IV van Oranje-Nassau, erfstadhouder der Verenigde Nederlanden
  - regentes 1722-1731: Maria Louise van Hessen-Kassel
- 1751-1795: Willem V van Oranje-Nassau, erfstadhouder der Verenigde Nederlanden
  - regentes: 1751-1759: Anna van Hannover
  - regent: 1759-1766: Lodewijk Ernst, hertog van Brunswijk-Wolfenbüttel

## Friesland
Vanaf 1498, toen Friesland onder de Saksen kwam te staan en de Friese Vrijheid eindigde, werden de eerste Friese stadhouders aangesteld. Hertog George met de Baard verkocht Friesland aan Karel van Habsburg toen de Saksische vete met de Groningers, Friezen, Geldersen en Oost-Friezen voor hem op een totale nederlaag leek uit te draaien. In de periode 1515-1524 probeerden zowel de Habsburgers als Geldersen Westerlauwers Friesland te veroveren en stelden elkaar bestrijdende stadhouders aan, tot de heerlijkheid Friesland uiteindelijk bij de Habsburgse Nederlanden ging horen. Vanaf 1528 regeerde de Friese stadhouder ook over Overijssel en vanaf 1536 ook over Groningen en Drenthe.
Tijdens de beginjaren van de Tachtigjarige Oorlog kende Friesland opnieuw enige tijd twee stadhouders: één namens koning Filips II (achtereenvolgens de naar de Spanjaarden overgelopen graaf van Rennenberg en de Spanjaard Francisco Verdugo) en één namens de Republiek (achtereenvolgens Willem van Oranje en Willem Lodewijk van Nassau-Dillenburg).
Friesland heeft ten tijde van de Republiek, in tegenstelling tot de overige Nederlanden die stadhouders uit de lijn van Oranje-Nassau hadden, lang een eigen stadhouder gehad uit de Dillenburgse en later Dietze tak van het geslacht Nassau (dit gold tot 1711 ook voor Groningen en Drenthe), die bijgevolg bekend geworden zijn als de "Friesche Nassau's". Friesland heeft hierdoor -als enige gewest- geen stadhouderloze tijdperken gekend, en het was uiteindelijk de Friese tak die de in 1702 uitgestorven Oranje-tak voortzette: vanaf Willem IV kregen alle gewesten in de Republiek geleidelijk dezelfde stadhouder, wiens ambt ten slotte in 1747 erfelijk werd verklaard.
In dienst van de Saksen:
- 1498-1500: Willebrord van Schaumburg
- 1500-1504: Hugo van Leisenach (of Leisnig)
- 1504-1506: Willem Truches van Waldburg
- 1506-1509: Hendrik van Stolberg, graaf van Stolberg en heer van Wernigerode
- 1509-1515: Everwijn van Bentheim, graaf van Bentheim

In dienst van de Geldersen:
- 1515-1518: Hendrik de Groiff, erfvoogd van Erkelenz[13]
- 1518-1519: Maarten van Rossum, heer van Poederoijen[14][15]
- 1519-1522: Christoffel van Meurs, graaf van Meurs[13]
- 1522-1523: Jasper van Marwijck[13]

In dienst van de Habsburgers:
- 1515-1518: Floris van Egmont, graaf van Buren
- 1518-1521: Wilhelm van Roggendorf, vrijheer van Roggendorf
- 1521-1540: Georg Schenck van Toutenburg,  vrijheer van Toutenburg
- 1540-1548: Maximiliaan van Egmont, graaf van Buren
- 1549-1568: Jan van Ligne, graaf van Arenberg
- 1568-1572: Karel van Brimeu, graaf van Megen
- 1572-1573: Gilles van Berlaymont, heer van Hierges
- 1573-1576: Caspar de Robles, heer van Billy (1572-1573 plaatsvervangend[16])
- 1576-1580: geen; gewest in Staatse handen
- 1580-1581: George van Lalaing, graaf van Rennenberg[17]
- 1581-1594: Francisco Verdugo
- 1595-1618: Frederik van den Bergh[9] (in dienst van Filips II, geen feitelijke zeggenschap)

In dienst van de Staten van Friesland:
- 1572: Joost van Schouwenburg, graaf van Schaumburg-Gemen (namens Willem van Oranje)
- 1576-1580: George van Lalaing, graaf van Rennenberg[17]
- 1580-1584: Willem van Oranje, prins van Oranje (de facto)
- 1584-1620: Willem Lodewijk van Nassau-Dillenburg, graaf van Nassau-Dillenburg
- 1620-1632: Ernst Casimir van Nassau-Dietz, graaf van Nassau-Dietz
- 1632-1640: Hendrik Casimir I van Nassau-Dietz, graaf van Nassau-Dietz
- 1640-1664: Willem Frederik van Nassau-Dietz, vorst van Nassau-Dietz
- 1664-1696: Hendrik Casimir II van Nassau-Dietz, vorst van Nassau-Dietz
  - regentes 1664-1673: Albertine Agnes van Nassau
- 1696-1711: Johan Willem Friso van Nassau-Dietz, prins van Oranje-Nassau
  - regentes 1696-1707: Henriette Amalia van Anhalt
- 1711-1751: Willem IV van Oranje-Nassau, erfstadhouder der Verenigde Nederlanden
  - regentes 1711-1731: Maria Louise van Hessen-Kassel
- 1751-1795: Willem V van Oranje-Nassau, erfstadhouder der Verenigde Nederlanden
  - regentes: 1751-1759: Anna van Hannover
  - regent: 1759-1766: Maria Louise van Hessen-Kassel / Lodewijk Ernst, hertog van Brunswijk-Wolfenbüttel

## Gelre en Zutphen
Het hertogdom Gelre en het graafschap Zutphen, sinds de 12e eeuw al in personele unie met elkaar verbonden, werden in 1473 veroverd door de Bourgondische hertog Karel de Stoute, die zich liet vertegenwoordigen door stadhouders. In 1492 wist Karel van Gelre, erfgenaam van de Gelderse hertog, het hertogdom weer in handen te krijgen, en in 1492-1504 bestuurde hij Gelre zelf. Vervolgens stelden ook hij en zijn opvolger Willem V van Kleef stadhouders aan. Gelre werd in 1543 ingelijfd door de Habsburgse keizer Karel V, die ook weer stadhouders aanstelde.

In 1581 maakten Gelre (met uitzondering van het Opper-Gelre) en Zutphen zich samen met enkele andere gewesten en steden los van de Spaanse koning Filips II middels het Plakkaat van Verlatinghe. In 1591 ging het graafschap Zutphen volledig op in het hertogdom Gelre.
In dienst van de Bourgondiërs:
- 1473-1474: Willem IV van Egmont, heer van Egmont
- 1474-1477: Filips van Croÿ-Chimay, graaf van Chimay
  - 1474-1475: Willem IV van Egmont, heer van Egmont (waarnemend)
  - 1475-1476: Willem van Egmont jr. (waarnemend)
- 1480-1481: Willem van Egmont jr.

In dienst van de Habsburgers:
- 1481-1492: Adolf III van Nassau-Wiesbaden, graaf van Nassau-Wiesbaden (tot 1489 alleen van Zutphen)[18]
- 1492-1504: Gelderse zelfstandigheid
- 1504-1505: Jan V van Nassau-Dillenburg, graaf van Nassau-Dillenburg
- 1505-1507: Filips van Bourgondië, bisschop van Utrecht
- 1507-1511: Floris van Egmont, graaf van Buren en Leerdam
- 1511-1543: Gelderse zelfstandigheid
- 1543-1544: René van Chalon, prins van Oranje
- 1544-1555: Filips van Lalaing, graaf van Hoogstraten
- 1555-1560: Filips van Montmorency, graaf van Horne
- 1560-1572: Karel van Brimeu, graaf van Megen
- 1572-1578: Gilles van Berlaymont, heer van Hierges (oktober 1576 t/m juli 1577 Staatsgezind)
- 1578-1583: geen; gewest in Staatse handen, zie ook Gouverneurs van Opper-Gelre
- 1583-1585?: Willem IV van den Bergh, graaf van den Bergh
- 1585-1587: Claudius van Berlaymont, heer van Haultepenne
- 1587-1626?: Florent van Berlaymont, graaf van Lalaing en Berlaymont

In dienst van de Staten-Generaal:
- 1576-1577: Gilles van Berlaymont, heer van Hierges
- 1578-1581: Jan VI van Nassau-Dillenburg, graaf van Nassau-Dillenburg
- 1581-1583: Willem IV van den Bergh, graaf van den Bergh
- 1584-1589: Adolf van Nieuwenaar, graaf van Meurs
- 1590-1625: Maurits van Nassau, vanaf 20 februari prins van Oranje (1591: Zutphen volledig in Gelre opgenomen)
- 1625-1647: Frederik Hendrik van Oranje, prins van Oranje
- 1647-1650: Willem II van Oranje, prins van Oranje
- 1650-1675: Eerste Stadhouderloze Tijdperk (dit duurde langer dan in Holland, Zeeland en Utrecht)
- 1675-1702: Willem III van Oranje, koning van Engeland, Ierland en Schotland
- 1702-1722: Tweede Stadhouderloze Tijdperk (korter dan in Holland, Zeeland, Utrecht en Overijssel, langer dan in Groningen)
- 1722-1751: Willem IV van Oranje-Nassau, erfstadhouder der Verenigde Nederlanden
  - regentes 1722-1731: Maria Louise van Hessen-Kassel
- 1751-1795: Willem V van Oranje-Nassau, erfstadhouder der Verenigde Nederlanden
  - regentes 1751-1759: Anna van Hannover
  - regent 1759-1766: Lodewijk Ernst, hertog van Brunswijk-Wolfenbüttel

### Gouverneurs vanOpper-Gelre
- 1502-1522: Reinier van Gelre (in Gelderse dienst)[19]

In dienst van de Habsburgers:
- 1579-1589: Jan van Argenteau
- 1589-1592: Marcus de Rye de la Palud, markies van Varambon
- 1592-1593: Karel van Ligne, vorst van Arenberg
- 1593-1611: Herman van den Bergh, graaf van den Bergh
- 1611-1618: Frederik van den Bergh, heer van Boxmeer
- 1618-1632: Hendrik van den Bergh, markgraaf van Bergen op Zoom (in 1632 overgelopen naar de Staten-Generaal)
- 1632-1637: Staatse bezetting
- 1637-1640: geen (?)
- 1640-1646: Willem Bette, baron van Lede
- 1646-1652: Jan Koenraad van Aubremont, markies van Ribaucourt
- 1652-1680: Filips Balthasar van Gendt
- 1680-1699: Johan Frans Desideratus van Nassau-Siegen, vorst van Nassau-Siegen
- 1699-1702: Filips Emanuel van Horne, prins van Horn

In dienst van de Staten-Generaal:
- 1632-1637: Hendrik van den Bergh, markgraaf van Bergen op Zoom (in 1632 overgelopen naar de Staten-Generaal)

## De Stad Groningen en de Ommelanden
Tussen 1514 en 1536 viel Groningen (de Ommelanden inbegrepen) onder de Gelderse hertog Karel, die erover zijn stadhouders aanstelde. Vanaf 1536 werden de gewesten Groningen en Landschap Drenthe bij de Habsburgse Nederlanden gevoegd. De stadhouder van Friesland en Overijssel kreeg zeggenschap over deze gebieden. Tijdens de Tachtigjarige Oorlog ging Groningen deel uitmaken van de Republiek der Zeven Verenigde Nederlanden, die ook met stadhouders werkte. In de overgangsperiode waren er twee stadhouders: namens de Spaanse koning Filips II en namens de Staten Generaal. De macht van de eerste brokkelde steeds verder af ten gunste van de tweede.
In dienst van de Geldersen:
- 1514-1519: Willem van Ooy
- 1519-1522: Christoffel van Meurs, graaf van Meurs
- 1522-1529: Jasper van Marwijck
- 1529-1536: Karel van Gelre (bastaard van hertog Karel van Gelre)
- 1536: Ludolf Coenders

In dienst van de Habsburgers:
- 1536-1540: Georg Schenck van Toutenburg, vrijheer van Toutenburg
- 1540-1548: Maximiliaan van Egmont, graaf van Buren
- 1549-1568: Jan van Ligne, graaf van Arenberg
- 1568-1572: Karel van Brimeu, graaf van Megen
- 1572-1574: Gilles van Berlaymont, heer van Hierges
- 1574-1576: Caspar de Robles, heer van Billy (in 1576 gevangengenomen door muiters)
- 1576-1580: geen; gewest in Staatse handen
- 1580-1581: George van Lalaing, graaf van Rennenberg (sinds zgn. verraad van Rennenberg in dienst van Filips II)
- 1581-1594: Francisco Verdugo (in dienst van Filips II, vanaf 1584 werd zijn gezag alleen erkend in de stad Groningen)
- 1595-1618: Frederik van den Bergh[9] (in dienst van Filips II, wegens de Reductie van Groningen geen feitelijke zeggenschap)

In dienst van de Staten-Generaal:
- 1572: Joost van Schouwenburg, graaf van Schaumburg-Gemen (namens Willem van Oranje; heeft gezag nooit kunnen vestigen)
- 1576-1580: George van Lalaing, graaf van Rennenberg (sinds zgn. verraad van Rennenberg in dienst van Filips II)[20]
- 1580-1584: Willem van Oranje, prins van Oranje (de facto)[10]
- 1584-1620: Willem Lodewijk van Nassau-Dillenburg, graaf van Nassau-Dillenburg[21] (in de stad Groningen vanaf 1594 (Reductie))
- 1620-1625: Maurits van Nassau, prins van Oranje
- 1625-1632: Ernst Casimir van Nassau-Dietz, graaf van Nassau-Dietz
- 1632-1640: Hendrik Casimir I van Nassau-Dietz, graaf van Nassau-Dietz
- 1640-1647: Frederik Hendrik van Oranje, prins van Oranje
- 1647-1650: Willem II van Oranje, prins van Oranje
- 1650-1664: Willem Frederik van Nassau-Dietz, vorst van Nassau-Dietz
- 1664-1696: Hendrik Casimir II van Nassau-Dietz, vorst van Nassau-Dietz
  - regentes 1664-1673: Albertine Agnes van Nassau
- 1696-1711: Johan Willem Friso van Nassau-Dietz, prins van Oranje-Nassau
  - regentes 1696-1707: Henriette Amalia van Anhalt
- 1711-1718: Stadhouderloos tijdperk
  - vanaf 1718 erkende Groningen de regentes Maria Louise van Hessen-Kassel aangezien Willem IV nog geen 18 was
- 1718-1751: Willem IV van Oranje-Nassau, erfstadhouder der Verenigde Nederlanden
  - regentes 1718-1729: Maria Louise van Hessel-Kassel
- 1751-1795: Willem V van Oranje-Nassau, erfstadhouder der Verenigde Nederlanden
  - regentes 1751-1759: Anna van Hannover
  - regent 1759-1766: Lodewijk Ernst, hertog van Brunswijk-Wolfenbüttel

## Gulik
Er is maar één stadhouder ooit aangesteld over Gulik, toen dat land bezet was in 1543 aan het einde van de Gelderse Oorlogen. Het werd echter spoedig duidelijk dat Gulik geen onderdeel zou worden van de Habsburgse Nederlanden, maar in het bezit van het Huis van der Mark bleef. Het stadhouderschap werd hetzelfde jaar weer opgeheven.
- 1543: Filips van Lalaing, graaf van Hoogstraten

## Henegouwen
De stadhouder van Henegouwen werd doorgaans ook gouverneur van Valencijn. Daarnaast genoten de ambten groot-baljuw (rechtspraak) en kapitein (leger) van Henegouwen groot prestige; deze moeten niet verward worden met het stadhouderschap (bestuur), hoewel één persoon meerdere van deze functies tegelijk kon bekleden, zoals gebeurde vanaf 1560.
- 1477-1482: Adolf van Kleef-Ravenstein, heer van Ravenstein
- 1482-1511: Filips I van Croÿ (graaf van Porcéan), heer van Aarschot
- 1511-1521: Karel I van Croÿ, prins van Chimay
- 1521-1549: Filips II van Croÿ,[22] 1e hertog van Aarschot
- 1549-1558: Karel II van Lalaing, 2e graaf van Lalaing
- 1558-1560: Karel van Brimeu, graaf van Megen
- 1560-1566: Jan IV van Glymes van Bergen, markies van Bergen op Zoom
- 1566-1574: Filips van Noircarmes, heer van Sint-Aldegonde en Noircarmes
- 1574-1582: Filips van Lalaing, 3e graaf van Lalaing (1576-1579 Staatsgezind)
- 1582-1590: Emanuel Filibert van Lalaing, heer van Montigny
- 1592-1606/1613: Karel III van Croÿ, 1e hertog van Croÿ
- 1606/1613-16??: Karel Bonaventura van Longueval, graaf van Bucquoy
- 1663-1674?: Filips Frans van Arenberg, hertog van Arenberg en Aarschot

## Holland en Zeeland
Na Hoekse en Kabeljauwse twisten kwamen in 1428 de graafschappen Holland en Zeeland in handen van Filips de Goede van Bourgondië.
Filips benoemde op 21 maart 1426 Frank van Borssele, samen met zijn achterneef Hendrik II van Borselen tot generaal en groot kapitein van Zeeland. Op 25 december 1430 werd hij, samen met zijn twee achterneven Floris en Filips, pandhoudende schuldeiser van Holland, Zeeland, Friesland en Zevenbergen.
In 1433 liet Filips zich officieel vertegenwoordigen door een stadhouder. Later gingen Holland en Zeeland door vererving van het huis Bourgondië over in handen van het huis Habsburg.
Na het uitbreken van de Tachtigjarige Oorlog gingen Holland en Zeeland deel uitmaken van de Republiek der Zeven Verenigde Nederlanden en gingen de Staten zelf stadhouders aanstellen.
In dienst van de Bourgondiërs:
- 1428-1432: Frank van Borssele, heer van Sint Maartensdijk en Zuylen
- 1433-1440: Hugo van Lannoy, heer van Santes (bij Rijsel)
- 1440-1445: Willem van Lalaing, heer van Bugnicourt
- 1445-1448: Godewijn de Wilde
- 1448-1462: Jan van Lannoy, heer van Santes
- 1462-1477: Lodewijk van Gruuthuse, prins van Steenhuize
- 1477-1480: Wolfert VI van Borselen, heer van Veere
- 1480-1483: Joost van Lalaing, heer van Montigny-en-Ostrevant en Hantes

In dienst van de Habsburgers:
- 1483-1515: Jan III van Egmont, graaf van Egmont
- 1515-1521: Hendrik III van Nassau-Breda, graaf van Nassau-Breda
- 1522-1540: Antoon I van Lalaing, graaf van Hoogstraten
- 1540-1544: René van Chalon, prins van Oranje
- 1544-1546: Lodewijk van Vlaanderen, heer van Praet
- 1547-1558: Maximiliaan II van Bourgondië, markies van Veere
- 1559-1567: Willem van Oranje, prins van Oranje
- 1567-1573: Maximiliaan van Hénin, graaf van Boussu
- 1573-1574: Filips van Noircarmes, heer van Noircarmes
- 1574-1577: Gilles van Berlaymont, baron van Hierges

In dienst van de Staten van Holland en Zeeland:
- 1572-1584: Willem van Oranje, prins van Oranje
- 1585-1625: Maurits van Nassau, vanaf 20 februari 1618 prins van Oranje
- 1625-1647: Frederik Hendrik van Oranje, prins van Oranje (officieel werd hij aangesteld als gouverneur)
- 1647-1650: Willem II van Oranje, prins van Oranje
- 1650-1672: Eerste Stadhouderloze Tijdperk
- 1672-1702: Willem III van Oranje, koning van Engeland, Schotland en Ierland
- 1702-1747: Tweede Stadhouderloze Tijdperk
- 1747-1751: Willem IV van Oranje-Nassau, erfstadhouder der Verenigde Nederlanden
- 1751-1795: Willem V van Oranje-Nassau, erfstadhouder der Verenigde Nederlanden
  - regentes 1751-1759: Anna van Hannover
  - regent 1759-1766: Lodewijk Ernst, hertog van Brunswijk-Wolfenbüttel

## Limburg en de Landen van Overmaas
In dienst van de Bourgondiërs:

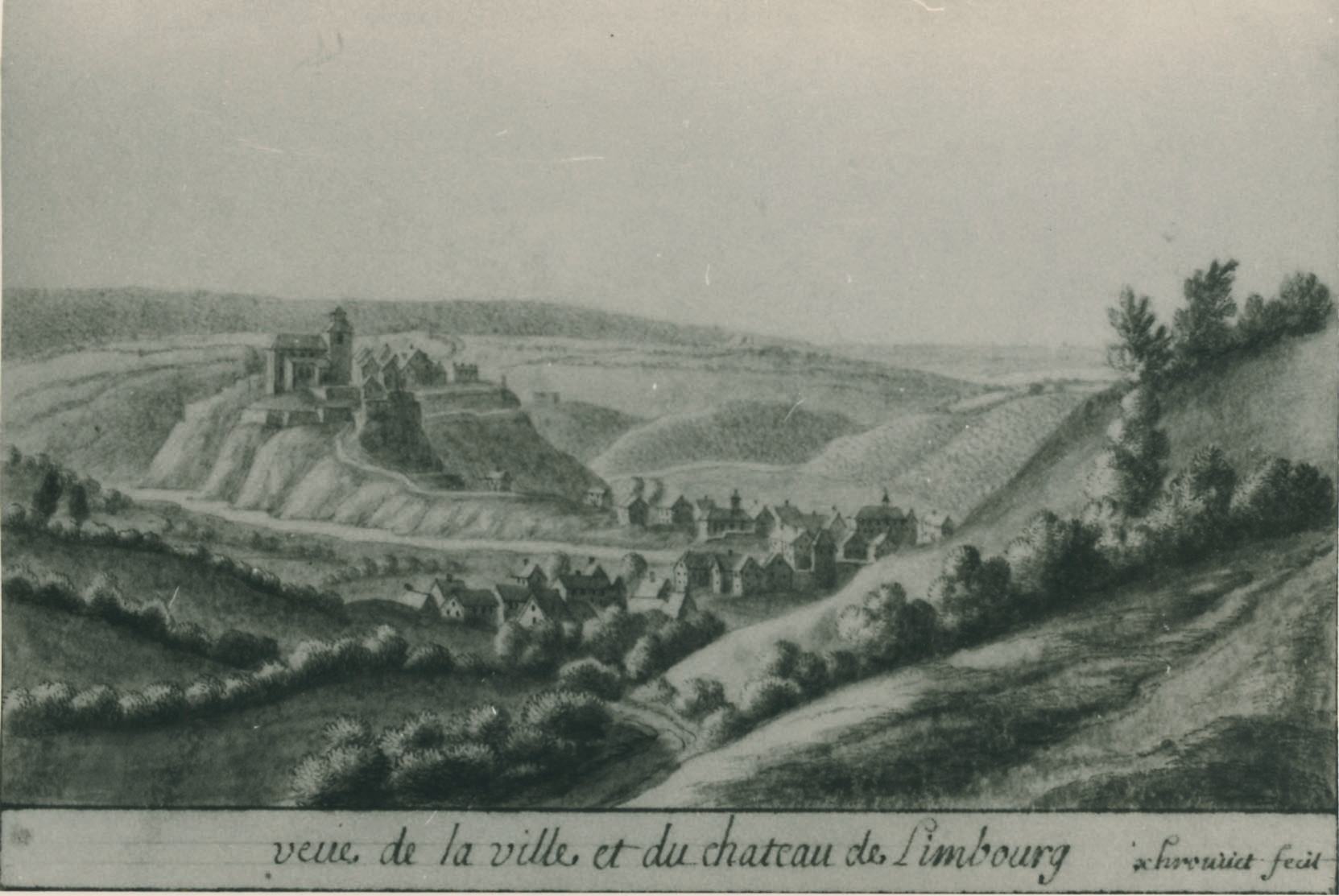
Limbourg, hoofdstad van Limburg

- 1473-1477: Gwijde van Brimeu, stadhouder-generaal

In dienst van de Habsburgers:
- 1542-1572: Johan I van Oost-Friesland, graaf van Valkenburg
- 1574-1578: Arnold II Huyn van Amstenrade, heer van Geleen en Eijsden
- 1578-1579: Cristóbal de Mondragón
- 1579-1597: Claude van Wittem van Beersel
- 1597-1612: Gaston Spinola
- 1612-1620: Maximiliaan van Sint-Aldegonde
- 1620-1624: Karel Emanuel van Gorrevod
- 1624-1626: Herman van Bourgondië
- 1626-1632: Hugo van Noyelles
- 1632-1635: Staatse bezetting; zie verder Staats-Overmaas
- 1635-1640: Willem Bette, baron van Lede
- 1640-1647: Jan van Wiltz
- 1649-1665: Lancelot Schetz van Grobbendonk
- 1665-1684: Johan Frans Desideratus van Nassau-Siegen, vorst van Nassau-Siegen
- 1685-1702: Hendrik Lodewijk Ernest van Ligne, prins van Ligne
- 1702-1703: Frans Sigismund van Thurn en Taxis
- 1703-1705: Lodewijk van Sinzendorff
- 1705-1707: Jan Peter de Goës
- 1707-1709: Ferdinand Bertrand de Quiros
- 1709-1710: Johan Wenceslaus van Gallas
- 1710-1713: Frans Adolf van Sinzerling
- 1713: Lodewijk van Sinzendorff
- 1713-1714: George van Tunderfeld
- 1714-1723: Frans Sigismund van Thurn en Taxis
- 1725-1728: Otto van Vehlen
- 1728-1754: Wolfgang Willem van Bournonville

### Staats-Overmaas
Enkele gebieden die het Staatse leger in 1632 in de Landen van Overmaas had veroverd, werden uiteindelijk krachtens het Partagetraktaat (1661) aan de Republiek toegewezen en heetten sindsdien Staats-Overmaas; net als de andere generaliteitslanden Staats-Vlaanderen en Staats-Brabant werd het rechtstreeks door de Staten-Generaal bestuurd en kende dus geen stadhouder.

## Luxemburg
In dienst van de Habsburgers:
- 1451-1475: Anton I van Croÿ,  graaf van Porcien en Guines
- 1483-1???: Engelbrecht II van Nassau, graaf van Nassau-Breda[23]
- 1???-1515: Christoffel I van Baden, markgraaf van Baden
- 1475-1531: ?
- 1531-1533: Filips I van Croÿ, graaf van Porcéan[24]
- 1533-1541: Anton van Glymes, markies van Bergen op Zoom[25]
- 1541-1545: Peter van Barbançon, heer van Werchin[6]
- 1545-1552: Peter Ernst I van Mansfeld, graaf van Mansfeld-Vorderort
- 1552: Lamoraal van Egmont, prins van Gavere (interim-gouverneur)[4]
- 1552-1555: Maarten van Rossum, heer van Poederoijen
- 1556-1558: Karel van Brimeu, graaf van Megen
- 1559-1597/1604?[26]: Peter Ernst van Mansfeld, graaf van Mansfeld-Vorderort (opnieuw)
- 1604-1626?: Florent van Berlaymont, graaf van Lalaing en Berlaymont
- 1642-1648: Johan van Beck, vrijheer van Ringsheim
- 1654-1675: Filips van Croÿ-Ligne
- 1675-16??: Johan Karel de Landas (waarnemend)
- 16??-16??: Ernst van Croÿ-Ligne
- 1684-1688: Hendrik de Lambert
- 1727-1734: Franz-Paul von Wallis

In dienst van de Oranje-Nassaus:

1815-1890: Luxemburg groothertogdom in personele unie met Nederland
- 1817-1830: Jean-Georges Willmar
- 1830-1839: Belgische bezetting; verschillende regeringscommissies
- 1839: Duitstalig (Luxemburgstalig) oostelijk Luxemburg aan Oranje-Nassau (Nederland) hersteld; tot 1842 geen stadhouder.
- 1842-1848: Gaspard-Théodore-Ignace de la Fontaine (1848: 1e premier van Luxemburg (President van de Regeringsraad))
- 1850-1879: Hendrik van Oranje-Nassau, prins der Nederlanden
- 1890: Luxemburg onafhankelijk, stadhouderschap afgeschaft

## Mechelen
- 1566-1567: Antoon II van Lalaing, graaf van Hoogstraten
- 15??-1594?: Peter van Melun (voor de Staten)

## Namen
In dienst van de Habsburgers:
- 1429-1473: Jan II van Croÿ, heer van Chimay
- 1485-1???: Jan III van Glymes, heer van Bergen op Zoom (valt in ongenade en moet aftreden)[1]
- 1503-1507: Willem II van Croÿ, heer van Chièvres[25]
- 1509-1532: Jan III van Glymes, heer van Bergen op Zoom (in ambt hersteld)[1]
- 1532-1541: Anton van Glymes, markies van Bergen op Zoom[25]
- 1541-1545: Peter van Barbançon, heer van Werchin[6]
- 1553/4-1578: Karel van Berlaymont, baron van Hierges[27]
- 1578-1579: Gilles van Berlaymont, heer van Hierges
- 1579-1599?: Florent van Berlaymont, graaf van Lalaing en Berlaymont
- 1599-16??: Karel II van Egmont
- 16??-16??: Albert François van Croÿ-Roeulx, graaf van Megen[28]

## Overijssel
Vanaf 1528 hoorde Overijssel (voordien samen met Drenthe Oversticht geheten) bij de Habsburgse Nederlanden, nadat keizer Karel V de gebieden verkreeg van de bisschop van Utrecht. In de jaren 1528-1584 had Overijssel dezelfde stadhouder als Friesland. Tijdens de Tachtigjarige Oorlog ging Overijssel deel uitmaken van wat later de Republiek der Zeven Verenigde Nederlanden werd, die ook met stadhouders werkte. Overijssel onderhield van 1546 tot 1677 een leenband met het graafschap Lingen, dat daardoor van Overijssel afhankelijk was.
In dienst van de Habsburgers:
- 1528-1540: Georg Schenck van Toutenburg, vrijheer van Toutenburg
- 1540-1548: Maximiliaan van Egmont, graaf van Buren
- 1549-1568: Jan van Ligne, graaf van Arenberg
- 1568-1572: Karel van Brimeu, graaf van Megen
- 1572-1573: Gilles van Berlaymont, heer van Hierges
- 1573-1576: Caspar de Robles, heer van Billy
- 1576-1581: George van Lalaing, graaf van Rennenberg (vanaf 1580 in dienst van Filips II[17])
- 1581-1594: Francisco Verdugo (in dienst van Filips II)
- 1595-1618: Frederik van den Bergh, heer van Boxmeer[9] (in dienst van Filips II; geen zeggenschap over Salland, 1597-1605 geheel geen zeggenschap, 1605-1618 slechts over Lingen en Oldenzaal)

In dienst van de Staten van Overijssel:
- 1576-1580: George van Lalaing, graaf van Rennenberg (verliet de Opstand op 3 maart 1580)
- 1580-1584: Willem van Oranje, prins van Oranje
- 1584-1589: Adolf van Nieuwenaar, graaf van Meurs
- 1590-1625: Maurits van Nassau, prins van Oranje
- 1625-1647: Frederik Hendrik van Oranje, prins van Oranje
- 1647-1650: Willem II van Oranje, prins van Oranje
- 1650-1675: Eerste Stadhouderloze Tijdperk (dit duurde langer dan in Holland, Zeeland en Utrecht)
- 1675-1702: Willem III van Oranje, koning van Engeland, Schotland en Ierland
- 1702-1747: Tweede Stadhouderloze Tijdperk
- 1747-1751: Willem IV van Oranje-Nassau, erfstadhouder der Verenigde Nederlanden;
- 1751-1795: Willem V van Oranje-Nassau, erfstadhouder der Verenigde Nederlanden
  - regentes 1751-1759: Anna van Hannover
  - regent 1759-1766: Lodewijk Ernst, hertog van Brunswijk-Wolfenbüttel

## Rijsels-Vlaanderen
- 1418-1424: Hugo van Lannoy
- 1424-1459: Boudewijn I van Lannoy
- 1459-1463: Jan III van Lannoy
- 1463-14??: Philippe Pot
- ca. 1464-1467: Antoon Oignies, heer van Bruay
- 1468-1479: Jan van Rosimbos, heer van Fromelles
- ca. 1479-1484: Jan van Hames, heer van Sangatte en Bondues
- 1504-1513: Jacob II van Luxemburg, heer van Fiennes
- 1513-15??: Jacob III van Luxemburg, heer van Fiennes
- 1532-15??: Adriaan V van Croÿ
- 1554-15??: Jan van Montmorency, heer van Courrière
- 1566-15??: Maximiliaan Vilain

## Utrecht
Vanaf 1528 waren de stadhouders van Holland ook stadhouder van Utrecht. Voor die tijd kende Utrecht geen stadhouder maar was het een zelfstandig prinsbisdom, het Sticht geheten, totdat de Habsburger Karel V ook Utrecht inlijfde en een stadhouder benoemde.
Na het uitbreken van de Tachtigjarige Oorlog ging Utrecht deel uitmaken van de Republiek der Zeven Verenigde Nederlanden die ook stadhouders aanstelde.
In dienst van de Habsburgers:
- 1528-1540: Antoon I van Lalaing, graaf van Hoogstraten 1528-1540
- 1540-1544: René van Chalon, prins van Oranje
- 1544-1546: Lodewijk van Vlaanderen, heer van Praet
- 1547-1558: Maximiliaan II van Bourgondië, markies van Veere
- 1559-1567: Willem van Oranje, prins van Oranje
- 1567-1573: Maximiliaan van Hénin, graaf van Boussu
- 1573-1574: Filips van Noircarmes, heer van Noircarmes
- 1574-1577: Gilles van Berlaymont, heer van Hierges

In dienst van de Staten van Utrecht:
- 1577-1584: Willem van Oranje, prins van Oranje[29]
- 1584: Joost de Soete, heer van Villers
- 1584-1589: Adolf van Nieuwenaar, graaf van Meurs
- 1589-1625: Maurits van Nassau, prins van Oranje
- 1625-1647: Frederik Hendrik van Oranje, prins van Oranje
- 1647-1650: Willem II van Oranje, prins van Oranje
- 1650-1672: Eerste Stadhouderloze Tijdperk
- 1672-1702: Willem III van Oranje, koning van Engeland, Schotland en Ierland
- 1702-1747: Tweede Stadhouderloze Tijdperk
- 1747-1751: Willem IV van Oranje-Nassau, erfstadhouder der Verenigde Nederlanden
- 1751-1795: Willem V van Oranje-Nassau, erfstadhouder der Verenigde Nederlanden
  - regentes 1751-1759: Anna van Hannover
  - regent 1759-1766: Lodewijk Ernst, hertog van Brunswijk-Wolfenbüttel

## Vlaanderen
In dienst van de Habsburgers:
- 1490–1506: Engelbrecht II van Nassau, graaf van Nassau-Breda
- 1506–1513: Jacob II van Luxemburg, heer van Fiennes[1]
- 1513–1517: ?
- 1517–1532: Jacob III van Luxemburg, heer van Fiennes[1]
- 1532–1540: Stadhouderloos tijdperk (ambt uit machtspolitieke overwegingen tijdelijk opgeheven)[30]
- 1540–1553: Adriaan van Croÿ-Roeulx, graaf van Roeulx
- 1553–1558: Pontus van Lalaing, heer van Bugnicourt[3]
- 1559–1568: Lamoraal van Egmont, prins van Gavere[4]
- 1568–1572: geen (?)[31]
- 1572–1577: Jan van Croÿ, graaf van Roeulx
- 1577–1584: geen (?); gewest in Staatse handen (Gentse Republiek)

In dienst van de Staten-Generaal:
- 1577: Filips III van Croÿ, hertog van Aarschot
- 1577–1583: geen (?); Gentse Republiek
- 1583–1584: Karel III van Croÿ, hertog van Croÿ en Aarschot